# Григорьев, Анатолий Иванович (политик)
Анатолий Иванович Григорьев — советский хозяйственный, государственный и политический деятель.

## Биография
Родился в 1909 году в селе Алексеевка. Член ВКП(б).
С 1925 года — на хозяйственной, общественной и политической работе. В 1925—1959 гг. — комсомолец, секретарь Мартыновского райкома ВЛКСМ, зоотехник в колхозах, совхозе «Гигант» Ростовской области, зоотехник Челябинского областного зерно-треста, заместитель председателя Челябинского облисполкома, заведующий сельскохозяйственным отделом, секретарь Челябинского областного комитета КПСС, заместитель министра сельского хозяйства РСФСР, председатель Новгородского облисполкома.
Избирался депутатом Верховного Совета РСФСР 5-го созыва.
Умер в 1959 году в Москве. Похоронен на Новодевичьем кладбище.